# Парламентские выборы в Греции (июнь 2023)
Повторные парламентские выборы в Греции прошли 25 июня 2023 года. Явка избирателей составила 53,74 %.
Выборы проведены потому, что предыдущие выборы 21 мая не привели к формированию правительства. Лидеры трёх крупнейших партий отказались от попытки формирования коалиции.
Выборы проводились по усиленно-пропорциональной избирательной системе, принятой в 2020 году.
Верховный суд по гражданским и уголовным делам (Ареопаг) допустил 32 партии и коалиции 44 партий и объединений, заявившие об участии, к участию в выборах.

## Результаты
По результатам повторных парламентских выборов 25 июня 2023 года греческий парламент имеет следующий состав:
|                 |                                |                    |                             |                  |  |  |  |
| Название партии | Название партии                | Лидер              | Процент голосов избирателей | Кол-во депутатов |  |  |  |
|                 | «Новая демократия»             | Кириакос Мицотакис | 40,56                       | 158              |  |  |  |
|                 | «СИРИЗА»                       | Алексис Ципрас     | 17,83                       | 47               |  |  |  |
|                 | «ПАСОК — Движение перемен»     | Никос Андрулакис   | 11,84                       | 32               |  |  |  |
|                 | Коммунистическая партия Греции | Димитрис Куцумбас  | 7,69                        | 21               |  |  |  |
|                 | «Спартиатес»                   | Василис Стигас     | 4,68                        | 12               |  |  |  |
|                 | «Греческое решение»            | Кириакос Велопулос | 4,44                        | 12               |  |  |  |
|                 | «Ники»                         | Димитрис Нациос    | 3,70                        | 10               |  |  |  |
|                 | «Курс свободы»                 | Зои Константопулу  | 3,17                        | 8                |  |  |  |